# Luis Manuel Valdés Villanueva
Luis Manuel Valdés Villanueva (Oviedo, 6 de abril de 1952) es un filósofo, traductor, catedrático de Lógica y Filosofía de la ciencia y desde septiembre de 2022, profesor emérito de la Universidad de Oviedo.
Desde 1996 es director de la revista Teorema.

## Biografía
Nacido en Oviedo, Asturias, en 1952, Luis Valdés Villanueva estudió en el instituto Alfonso II, donde comenzó a interesarse por la Filosofía. Cursó dos años de dicha carrera en Oviedo, antes de continuar con durante tres años en la universidad de Valencia, donde conoció a su maestro Manuel Garrido.
En 1978 presentó su tesis doctoral en la universidad de Valencia, acerca de los actos de habla. Comenzó su actividad docente en 1975 en la Universidad de Valencia donde ejerció hasta 1983, fecha en la que obtuvo una plaza de profesor adjunto de Lógica en la universidad de Murcia. Desde 1988 hasta el año 2000 fue catedrático de Lógica y Filosofía de la ciencia en dicha universidad. En 1997, y tras haber tenido estancias en universidades como Berkeley (becario Fulbright), Hull, Tréveris o Viena, entre otras, se traslada en comisión de servicios a la universidad de Oviedo, donde se encargó de docencia en lógica y filosofía del lenguaje en las facultades de filosofía y filología. En el año 2000 obtuvo, por segunda vez, la cátedra de Lógica y Filosofía de la ciencia de la universidad de Oviedo, que desempeñó hasta su jubilación en 2022. Además, ya desde 1996 venía siendo director de la revista Teorema, de la que había sido secretario desde 1978 y que continúa editando como director en la actualidad.
En 2010 recibió el Premio de investigación humanística Menéndez Pelayo, como coordinador junto a otras tres personas del libro El legado filosófico español e hispanoamericano del siglo XX. En 2016 se ocupó de la organización del VIII Congreso de Filosofía analítica.

## Trabajo
Especializado en Filosofía analítica, las investigaciones de Valdés se han centrado en el análisis de por qué tenemos creencias de cualquier tipo y de si estas creencias deben apuntar hacia la verdad o pueden existir al margen de ellas. Esto le ha llevado también a abordar algunas cuestiones de filosofía de la religión, especialmente en la relación entre las tesis de Ludwig Wittgenstein con relación al pensamiento de León Tolstói.
Fue pionero en el estudio de la teoría de los actos de habla de John Austin y John Searle. Esto le llevó a distintos estudios en filosofía del lenguaje que tenían como hilo conductor el problema de la intencionalidad. Su propuesta evolucionó hacia la teoría del lenguaje y de la mente a partir de las tesis de Wittgenstein.